# 위풍당당 그녀
《위풍당당 그녀》는 2003년 3월 12일부터 2003년 5월 8일까지 방영된 문화방송 수목 미니시리즈이다. 기획안에서는 제목이 《달콤한 인생》이었으나 변경되었다.

## 등장 인물

### 주요 인물
- 배두나 : 이은희(고3 ~ 25세) 역 (아역 이세영(초1))
- 신성우 : 서인우(30세) 역
- 김유미 : 이금희(고3 ~ 25세) 역 (아역 박은빈(초1))
- 강동원 : 민지훈(19세, 22세, 27세) 역

### 주변 인물
- 김해숙 : 김길녀(50대) 역 - 은희와 금희의 어머니
- 김성겸 : 김회장(70대) 역 - 태성그룹 회장. 은희의 친할아버지
- 이의정 : 김은수(24세) 역 - 태성그룹 김회장의 손녀딸. 지숙의 외동딸
- 이혜숙 : 윤지숙(50대) 역 - 김회장의 둘째며느리. 태성그룹 계열사 (주)태성식품 사장
- 정종준 : 공장장(50대 후반) 역 - 가인식품의 부사장 겸 공장장. 인우 아버지의 절친한 친구
- 이은실 : 왕꽃님(19세, 25세) 역 - 은희와 금희의 친구. 쌍둥이자매 은희 편
- 이은주 : 왕별님(19세, 25세) 역 - 은희와 금희의 친구. 쌍둥이자매 금희 편
- 강인덕 : 이갑식(40대 후반) 역 - 은희와 금희의 아버지. 2회에서 사망
- 조영민 : 은희의 쌍둥이형제 이훈 역
- 조광민 : 은희의 쌍둥이형제 이진 역

### 그 외 인물
- 윤예리 : 은희의 생모 역
- 강상구 : 농업 관련 공무원 역
- 故 한경선 : 음악 교사 역
- 최성웅 : 교장 역
- 한춘일 : 시외 버스 운전기사 역
- 김춘기 : 의사 역
- 공제원
- 서진욱
- 김광규 : 은희의 담임선생님(실업고) 역
- 구혜령 : 헌혈 봉사원 역
- 나윤경
- 신동미 : 은희의 담임선생님(인문고) 역
- 홍지영 : 불량 학생 역
- 김혜영 : 헌혈 차량의 간호사 역
- 안승민
- 김창성
- 김은수
- 김미화
- 박정아
- 서권순 : 인우의 새어머니 역
- 이경순
- 이경원
- 김연수
- 김주희
- 최정민
- 이정성 : 변호사 역
- 조윤아
- 이대연 : 경찰 역
- 박규점 : 금희의 상사 역
- 김종호 : 지훈의 의대 지도교수 역
- 이승기
- 김성령
- 권민

### 우정 출연
- 조은지 : 불량 학생 역